# Jonchery-sur-Vesle
Jonchery-sur-Vesle – miejscowość i gmina we Francji, w regionie Grand Est, w departamencie Marna.
Według danych na rok 1990 gminę zamieszkiwało 1661 osób, a gęstość zaludnienia wynosiła 519 osób/km².
W październiku 1914 podczas I wojny światowej w pobliżu Jonchery-sur-Vesle rozbił się niemiecki samolot zestrzelony przez francuską załogę. Była to pierwsza tego typu walka powietrzna w historii światowego lotnictwa.